# Альпийские растения

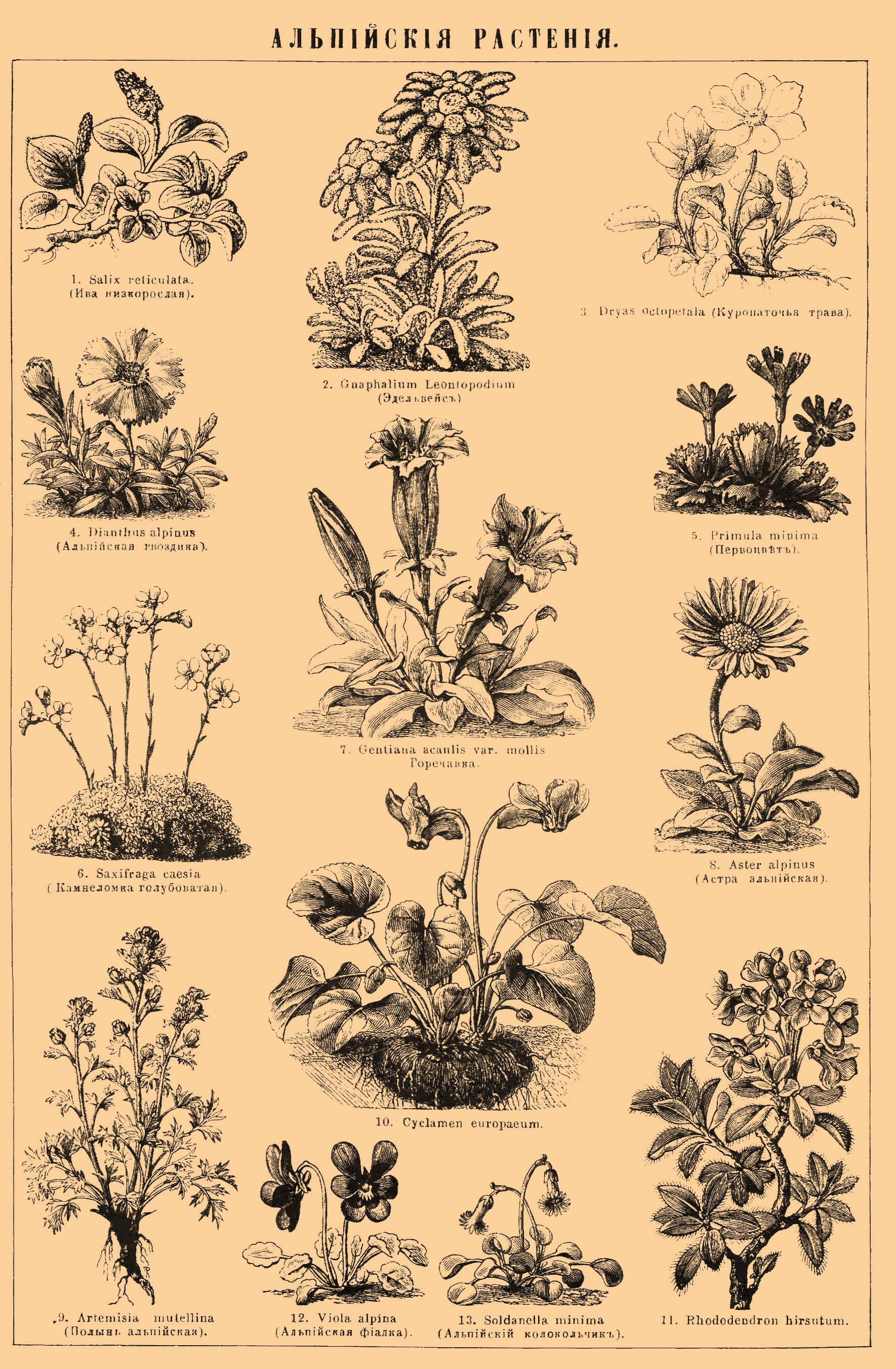
Иллюстрация из «Энциклопедического словаря Брокгауза и Ефрона» (1890—1907)

Альпи́йские расте́ния (или альпийская фло́ра) — в общем смысле растения, произрастающие в горах настолько высоко над уровнем моря, что на их форме и внутреннем строении отразились те условия, в которых они находятся; в узком смысле — растения, распространённые в горах Центральной Европы над границею деревьев, выше 1700—1800 м над уровнем моря.

## Особенности развития, состав и распространение альпийских растений

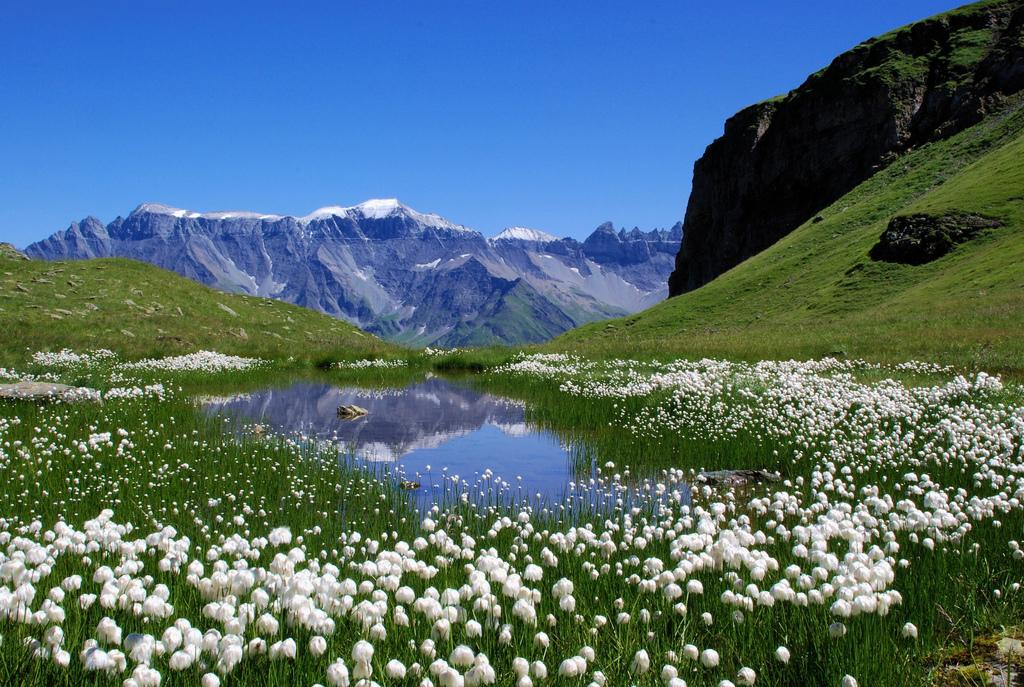
Альпийский луг

Произрастание растений на высотах свыше 1700 метров над уровнем моря выражается главным образом в недоразвитии стебля, необыкновенно яркой окраске цветов и преобладании растений со скрученными вечнозелёными листьями. Факт того, что разные особенности альпийских растений есть результат приспособления к среде, подтверждается культурами Боннье, который из семян равнинных растений (например, Helianthus tuberosus — земляная груша), высеянных в Альпах и Пиренеях на высоте более 2000 метров, уже в первом поколении получал экземпляры, имевшие общий вид альпийских растений.
По составу альпийская флора представляет смесь растений, ближайшие родичи которых встречаются в самых различных странах, но вообще она более родственна флоре предполярных и полярных широт, хотя обыкновенно богаче последней.

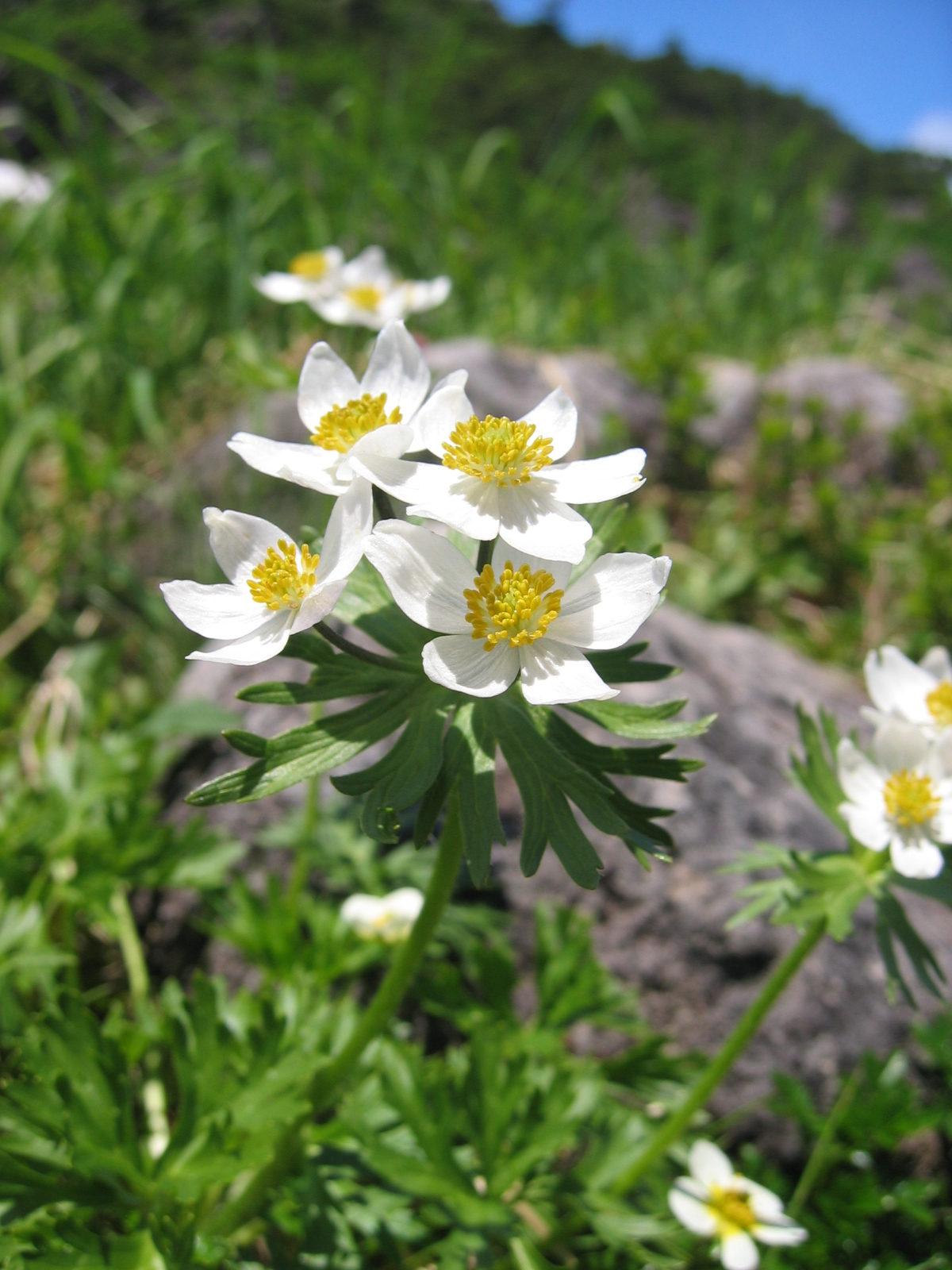
Ветреница нарциссоцветковая.
Японские Альпы

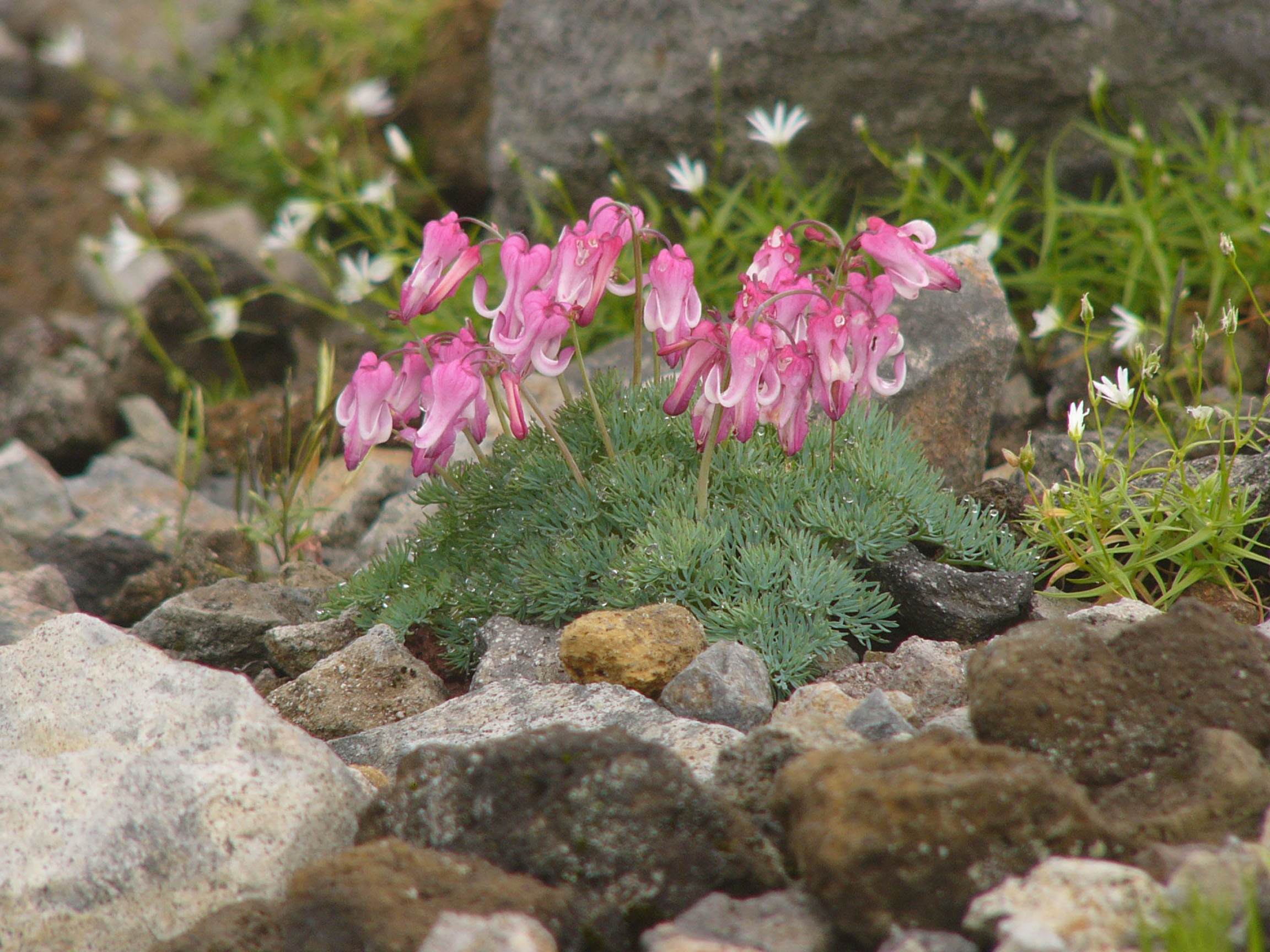
Флора Японских Альп

Из 294 альпийских видов 64 встречаются в арктическом поясе, а из остальных большая часть происходит из умеренного пояса севера Азии и только немногие имеют свою родину в береговой области Северной Америки. Остатки североальпийской флоры, наблюдаемые в удалённых от моря частях севера Германии, указывают на то, что в ледниковый период альпийская флора непосредственно соединялась с арктической. На это указывает также нахождение большого числа таких видов, которые были в Альпах ещё в третичный период, и присутствие именно среди этих видов большого числа общих с арктическими видами.

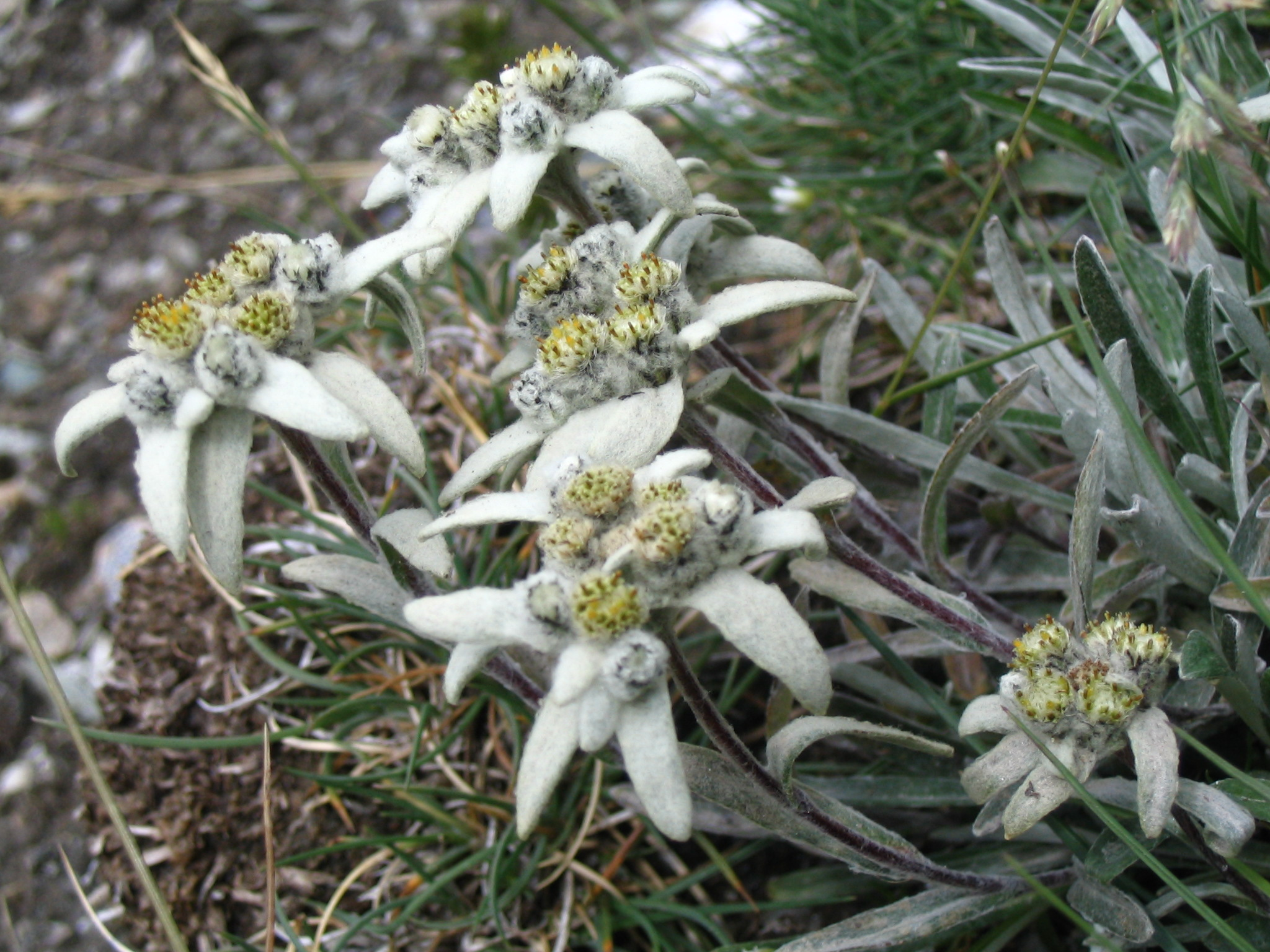
Эдельвейс

Крист насчитывает чисто альпийских 182 вида, но из них многие распространены от Карпат до Пиренеев, южнее на горах средиземноморских островов и восточнее до Кавказа.

## Культивирование альпийских растений
Альпийские растения с большим успехом культивируются в ботанических садах, их используют для создания альпийских горок. При этом необходимо поставить растения в условия, наиболее близкие к тем, в которых они находятся в своём естественном месте произрастания. Лучше всего растения культивировать на искусственно устроенных скатах, при насыпании которых главное внимание должно быть обращено на особенную склонность этих растений к известковым породам. 

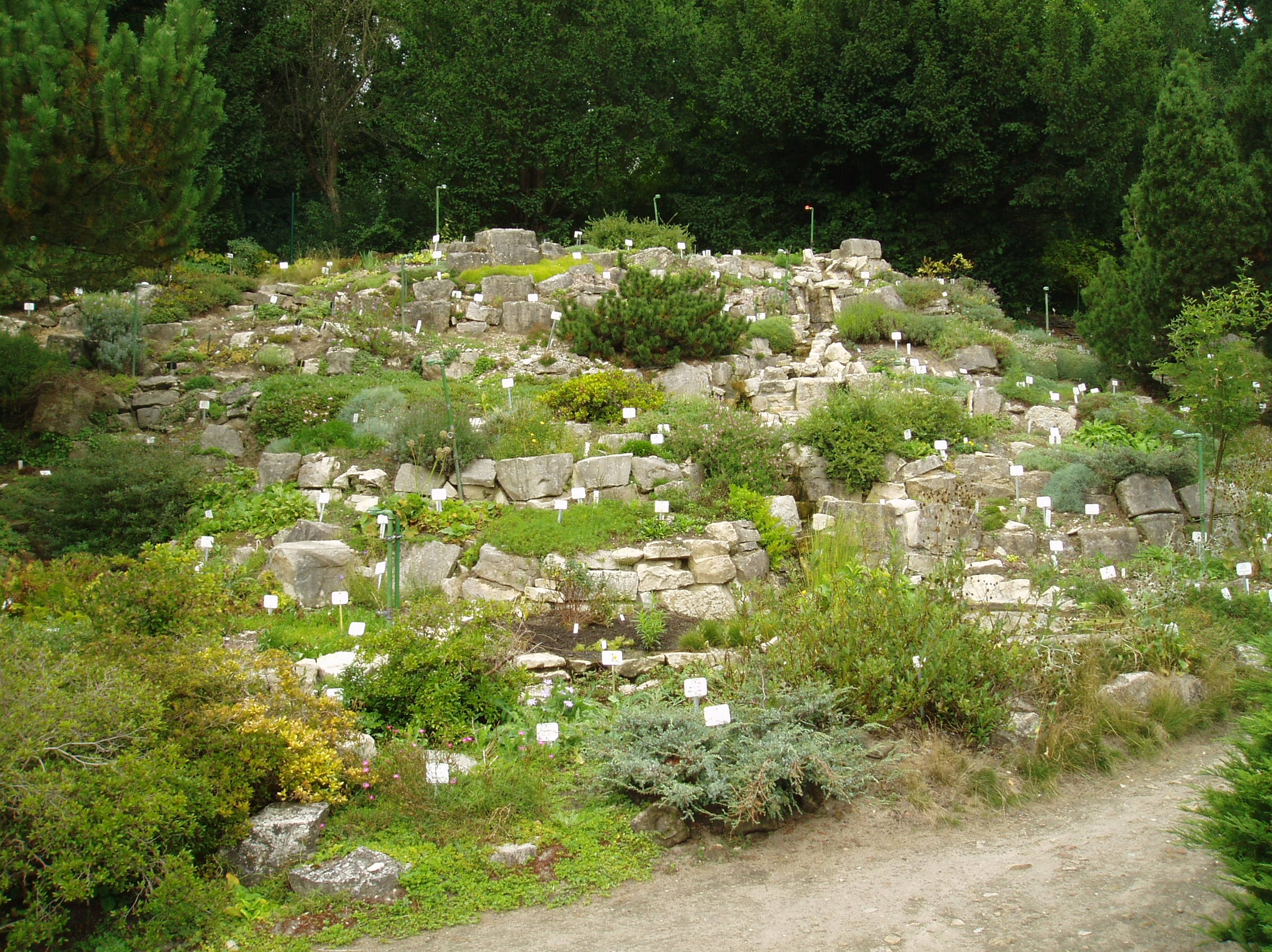
Альпийская горка

Между известковыми искусственными скатами насыпается такая земля, на какой предпочтительно растут альпийские растения. Далее, необходимо хорошее освещение, хотя слишком ярких лучей полуденного солнца следует остерегаться. Необходимо постоянно поддерживать влагу, беспрерывно поливая почву. На время зимы растения эти окутываются толстым слоем снега. Наконец, последнее и очень существенное условие, опять-таки подделываясь к нормальными условиям существования этих растений: необходимо весной как можно дольше сохранять от таяния снеговой покров, под которым зимовали растения, чтобы задержать раннее их развитие.